# 全気象労働組合
全気象労働組合（ぜんきしょうろうどうくみあい、略称：全気象（ぜんきしょう））は、気象庁で働く労働者がつくる労働組合である。日本国家公務員労働組合連合会（国公労連）に加盟していた。
2011年（平成23年）9月11日に、全気象労働組合から国土交通労働組合に改編された。

## 概要
測候所や気象台、地磁気観測所、気象研究所などの労働者が加入している。
地方本部や分会レベルの組織が各地ででき、それぞれが独立した組織であったが、これらが全国組織として1957年に全国気象職員労働組合として結成され、第6回中央大会で全気象労働組合に改称した。名称に「全」がつけられているのは「全国」、「全日本」を意味する。